# Harburg (okręg administracyjny)

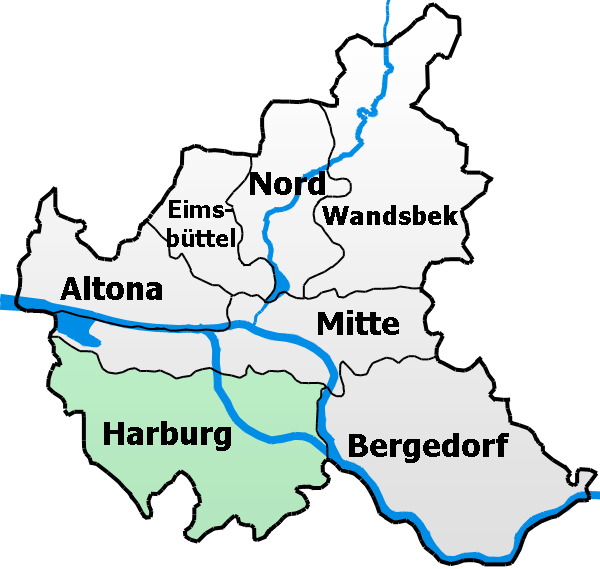
Mapa Hamburga z podziałem na okręgi administracyjne

Dzielnice Harburga

Harburg, Bezirk Harburg – okręg administracyjny Hamburga położony na południe od Łaby w odróżnieniu od całego Hamburga, który leży na północ od Łaby. Główną częścią dzielnicy jest Harburg, który od 1 kwietnia 1938 został włączony Hamburga na podstawie tzw. ustawy o Wielkim Hamburgu (niem. Groß-Hamburg-Gesetz) z 26 stycznia 1937 roku. 
Harburg był mimo to jeszcze do 1943 roku siedzibą powiatu Harburg, kiedy to administrację powiatową przeniesiono do Winsen (Luhe).

## Dzielnice
W skład okręgu wchodzi 17 dzielnic (Stadtteil):
1. Altenwerder
2. Cranz
3. Eißendorf
4. Francop
5. Gut Moor
6. Harburg
7. Hausbruch
8. Heimfeld
9. Langenbek
10. Marmstorf
11. Moorburg
12. Neuenfelde
13. Neugraben-Fischbek
14. Neuland
15. Rönneburg
16. Sinstorf
17. Wilstorf